# Macaúbas
Macaúbas là một đô thị thuộc bang Bahia, Brasil. Đô thị này có diện tích 3039,268 km², dân số năm 2007 là 46554 người, mật độ 15,3 người/km².